# Benoît Costil
Benoît Costil (Caen, 3 juli 1987) is een Frans voetballer, die speelt als doelman. Hij staat onder contract bij het Italiaanse US Salernitana. Costil debuteerde in 2016 in het Frans voetbalelftal.

## Clubcarrière
Costil werd geboren in Caen en sloot zich aan bij stadsclub SM Caen. Hij speelde enkele wedstrijden in de Ligue 1, maar moest meestal plaatsnemen op de bank. Gedurende het seizoen 2008/2009 werd hij uitgeleend aan Vannes OC, dat toen in de Ligue 2 actief was. Op 19 juni 2009 tekende hij een tweejarig contract bij CS Sedan. Bij die club speelde hij 89 competitiewedstrijden. Hij werd tot beste doelman van de Ligue 2 uitgeroepen tijdens het seizoen 2010/2011. Op 14 juni 2011 tekende hij als transfervrije speler een driejarig contract bij Stade Rennais. Die transfer betekende een terugkeer naar de hoogste divisie van Frankrijk, waar hij eerder met SM Caen een handvol wedstrijden speelde maar meestal als tweede doelman werd gebruikt. In 2017 tekende Costil een contract bij Girondins de Bordeaux. Hier groeide hij uit tot beste doelman in de Ligue 1. Hij speelde er tot 2022, waarna hij een overstap maakte naar Lille OSC. Deze club verhuurde hem aan het Italiaanse US Salernitana.

## Clubstatistieken
| Seizoen | Club                  | Land      | Competitie | Wed. | Doelp. |
| ------- | --------------------- | --------- | ---------- | ---- | ------ |
| 2005/06 | SM Caen               | Frankrijk | Ligue 2    | 4    | 0      |
| 2006/07 | SM Caen               | Frankrijk | Ligue 2    | 0    | 0      |
| 2007/08 | SM Caen               | Frankrijk | Ligue 1    | 5    | 0      |
| 2008/09 | → Vannes OC           | Frankrijk | Ligue 2    | 27   | 0      |
| 2009/10 | Sedan                 | Frankrijk | Ligue 2    | 38   | 0      |
| 2010/11 | Sedan                 | Frankrijk | Ligue 2    | 38   | 0      |
| 2011/12 | Stade Rennais         | Frankrijk | Ligue 1    | 37   | 0      |
| 2012/13 | Stade Rennais         | Frankrijk | Ligue 1    | 37   | 0      |
| 2013/14 | Stade Rennais         | Frankrijk | Ligue 1    | 38   | 0      |
| 2014/15 | Stade Rennais         | Frankrijk | Ligue 1    | 38   | 0      |
| 2015/16 | Stade Rennais         | Frankrijk | Ligue 1    | 31   | 0      |
| 2016/17 | Stade Rennais         | Frankrijk | Ligue 1    | 38   | 0      |
| 2017/18 | Girondins de Bordeaux | Frankrijk | Ligue 1    | 36   | 0      |
| 2018/19 | Girondins de Bordeaux | Frankrijk | Ligue 1    | 37   | 0      |
| Totaal  | Totaal                | Totaal    | Totaal     | 404  | 0      |

## Interlandcarrière
In 2008 speelde Costil twee interlands in het Frans voetbalelftal onder 21. Sinds 2014 is hij meermaals opgenomen in de selectie van het Frans voetbalelftal. Op 12 mei 2016 werd Costil door bondscoach Didier Deschamps opgenomen in de selectie voor het Europees kampioenschap voetbal in eigen land. Hij was toen de enige speler in de Franse selectie die zijn debuut nog niet had gemaakt. In november van datzelfde jaar maakte hij zijn uiteindelijke debuut in een wedstrijd tegen Ivoorkust. Deze wedstrijd eindigde op gelijkspel, 0–0.